# Cecilia Gallerani

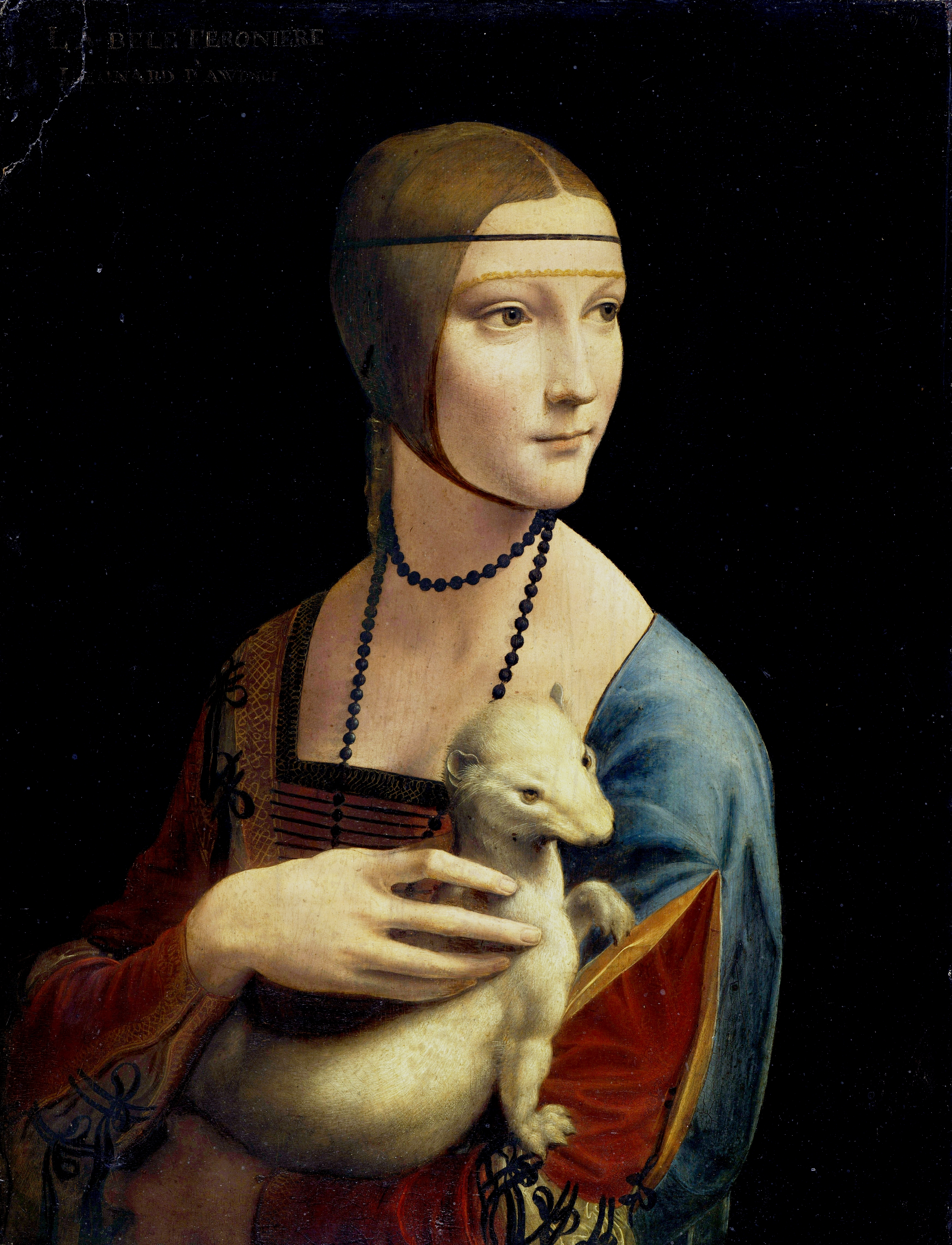
Leonardo da Vinci:
Dame mit dem Hermelin
(Cecilia Gallerani)

Cecilia Gallerani (* 1473 in Siena; † 1536) war eine der Mätressen von Fürst Ludovico Sforza, des Regenten und ab 1494 Herrschers von Mailand, Mutter seines Sohnes Cesare (* 3. Mai 1491; † 1512).
Im Alter von zehn Jahren wurde sie 1483 mit Stefano Visconti vermählt. Die Verlobung wurde 1487 aus unbekannten Gründen beendet. Im Mai 1489 zog sie nach Monastero Nuovo, wo sie wahrscheinlich Ludovico Sforza traf.
Nach der Hochzeit des Fürsten Sforza mit Beatrice d’Este erhielt sie 1492 den Palazzo Carmagnola in Mailand als Residenz. Sie heiratete später den Grafen Ludovico Carminati de’ Brambilla, genannt Il Bergamino, und gebar vier Kinder. Nach dem Tode des Ehemanns und eines ihrer Söhne (1514–1515) zog sie sich zurück in das Schloss San Giovanni in Croce bei Cremona.
Cecilia war eine gebildete Frau, sprach fließend Latein, schrieb Poesie und diskutierte mit den Gelehrten Mailands über Philosophie. Ihr von Leonardo da Vinci im Auftrag von Ludovico Sforza gemaltes Porträt, bekannt als Dame mit dem Hermelin, befindet sich im Czartoryski-Museum in Krakau.

## Bibliografie
- Carlo Alberto Bucci: Gallerani, Cecilia. In: Fiorella Bartoccini (Hrsg.): Dizionario Biografico degli Italiani (DBI). Band 51: Gabbiani–Gamba. Istituto della Enciclopedia Italiana, Rom 1998.
- Daniela Pizzagalli: La Dama Con L’ermellino: Vita E Passioni Di Cecilia Gallerani Nella Milano Di Ludovico Il Moro. Rizzoli Editore, Mailand 1999, ISBN 88-17-86073-5.